# رگ اسپریگ
رگ اسپریگ (انگلیسی: Reg Sprigg; ۱ مارس ۱۹۱۹ – ۲ دسامبر ۱۹۹۴) زمین‌شناس و حافظ طبیعت اهل استرالیا بود.
او در ۱۷ سالگی جوانترین همکار انجمن سلطنتی استرالیای جنوبی شد. در طول سال ۱۹۴۶، در ادیاکارا هیلز، استرالیا جنوبی زیست‌بوم ادیاکاران را کشف کرد، مجموعه‌ای از قدیمی‌ترین سنگواره‌های جانوری که شناخته شده‌است. وی درگیر تحقیقات اقیانوس‌شناسی و اکتشاف نفت توسط شرکت‌های مختلفی بود که خود او راه‌اندازی کرده‌بود. در سال ۱۹۶۸، او یک مرتع متروکه در آرکارولا را خرید و آن را به یک پناهگاه حیات وحش و ذخیره‌گاه حیات وحش تبدیل کرد.